# Étienne Bally
Étienne Marcel Bally (* 17. April 1923 in Vénissieux; † 10. Januar 2018 ebenda) war ein französischer Leichtathlet. Er gehörte nach dem Zweiten Weltkrieg zu den besten europäischen Sprintern.
1946 fanden die ersten Europameisterschaften nach dem Zweiten Weltkrieg in Oslo statt. Im 100-Meter-Lauf wurde Bally in 10,8 s Vierter, wurde in der französischen 4-mal-100-Meter-Staffel aber nicht eingesetzt. Bei den Olympischen Spielen 1948 in London schied Bally im 200-Meter-Lauf schon im Vorlauf aus und gab über 100 Meter auf.
1950 bei den Europameisterschaften in Brüssel gewann Bally Gold über 100 Meter in 10,7 s. Über 200 Meter wurde er in 21,8 s Zweiter hinter dem Briten Brian Shenton. Die Staffel in der Besetzung Étienne Bally, Jacquet Perlot, Yves Camus und Jean-Pierre Guillon belegte in 41,8 s den zweiten Platz hinter der Staffel aus der Sowjetunion. Bei den Olympischen Spielen 1952 in Helsinki schied er über 100 und 200 Meter jeweils im Viertelfinale aus. Mit der Staffel erreichte er das Finale, wo das Quartett in 40,9 s den fünften Platz belegte.
In seiner aktiven Zeit wog er 62 kg bei einer Größe von 1,70 m.
Im Januar 2018 starb Bally 94-jährig in seiner Geburts- und Heimatstadt Vénissieux.